# Misery Loves Kompany
Misery Loves Kompany é o 6° álbum de estúdio do rapper estadunidense Tech N9ne, lançado em 2007. Contém 17 faixas.

## Lista de faixas
1. "Kansas City Shuffle (Intro)"
2. "Midwest Choppers"
3. "Misery"
4. "That Box"
5. "Gangsta Shap"
6. "Sex Out South"
7. "Get Ya Head Right"
8. "Fan or Foe"
9. "Girl Crazy "Crazy Love""
10. "2 Piece"
11. "Big Scoob"
12. "Yeah Ya Can"
13. "I Can Feel It"
14. "Karma (Skit)"
15. "You Don't Want It"
16. "Message to the Black Man"
17. "The P.A.S.E.O. (The Poem Aaron Saw Extra Ordinary)"